# Belciana bicolor
Belciana bicolor är en fjärilsart som beskrevs av Alfred Ernest Wileman och Reginald James West 1929.
Belciana bicolor ingår i släktet Belciana och familjen nattflyn. Inga underarter finns listade i Catalogue of Life.